# صفت پرونده
صفت پرونده (به انگلیسی: File attribute) فراداده‌ای مرتبط با فایل‌های رایانه‌ای است که رفتار سامانه را تعریف می‌کند. هر صفت می‌تواند یکی از دو وضعیت روبرو را داشته باشد: نهانده‌شده و زدوده‌شده. صفات از دیگر فراداده‌ها چون تاریخ، زمان، پسوند نام پرونده یا مجوزهای سامانه پرونده متمایز در نظر گرفته شده‌است. علاوه بر پرونده‌ها، دایرکتوری‌ها، حجم‌های ذخیره‌سازی و دیگر اشیای سامانه پرونده می‌توانند صفات داشته باشند.
به‌طور سنتی، در ام‌اس-داس و مایکروسافت ویندوز، چهار صفت وجود داشت: بایگانی، مخفی، فقط خواندنی و سامانه. ویندوز صفات تازه‌ای اضافه کرده‌است. سامانه‌ها از بی‌اس‌دی چون فری‌بی‌اس‌دی، نت‌بی‌اس‌دی، اوپن‌بی‌اس‌دی، دراگون‌فلی بی‌اس‌دی، و اواس ده مشتق شده‌اند که مجموعه‌هایی از صفات «کاربری» و «سامانه‌ای» دارند؛ نگارش‌های تازه هسته لینوکس هم مجموعه‌ای از صفات پرونده‌ها را پشتیبانی می‌کنند.